# Sumurejo
Sumurejo is een bestuurslaag in het regentschap Semarang van de provincie Midden-Java, Indonesië. Sumurejo telt 5736 inwoners (volkstelling 2010).